# Пять рублей Варшавского монетного двора
Пять рублей (русско-польская золотая монета) — золотая монета номиналом в пять рублей и названием «полуимпериал», отчеканена по указу императора Николая I от 1 января 1842 года. Монета денежной системы Царства Польского и Российской империи. Монета чеканилась на монетном дворе в Варшаве в 1842—1849 годах, согласно российской весовой системе — золотник, основанный на русском фунте.

## Аверс
На этой стороне монеты изображен двуглавый орел с тремя коронами, в правой лапе — меч и скипетр, слева — держава, на груди — герб со Святым Георгием Победоносцем на коне с копьем, поражающим дракона, вокруг щита — цепь с крестом святого. На крыльях орла изображены шесть щитов с гербами — на левой стороне Казани, Астрахани, Сибири, справа — Царства Польского, Крыма и Великого княжества Финляндского. Внизу, с обеих сторон хвоста орла, выполнена надпись с обозначением монетной двора в Варшаве — буквы MW.

## Реверс
На этой странице изображен номинал цифрой 5 и слово «рублей», под которым проставлены даты изготовления 1842, 1846, 1848 или 1849. Обрамляет надписи предложение по кругу «ЧИСТАГО ЗОЛОТА 1 ЗОЛОТНИКЪ 39 ДОЛЕЙ».

## Описание
Монета отлита из золота 916 пробы на диске диаметром 23 мм, массой 6,5353 грамма, с наклонным гребнем. В русской нумизматике монета включена в категорию монет царя Николая I. Золото для Варшавского Монетного двора по цене за один фунт — 341,33 рубля.
Информация для монет по годам и степень редкости монет по шкале Шелдона-Брина представлена в таблице:
| Название      | Знак монетного двора | Степень редкости | Количество копий | Примечания |
| ------------- | -------------------- | ---------------- | ---------------- | ---------- |
| 5 рублей 1842 | M.W.                 | R5               | 26-120           |            |
| 5 рублей 1846 | M.W.                 | R7               | 4-6              |            |
| 5 рублей 1848 | M.W.                 | R5               | 26-120           |            |
| 5 рублей 1849 | M.W.                 | R6               | 7-25             |            |

Монета с тем же наименованием и изображением чеканилась также в Санкт-Петербурге.
| Название | Год изготовления       | Знак монетного двора | Монетный двор |
| -------- | ---------------------- | -------------------- | ------------- |
| Рубль    | 1842—1850              | С. П. Б.             | Петербург     |
| Рубль    | 1842, 1846, 1848, 1849 | M.W.                 | Варшава       |